# Guerra delle Åland
La guerra delle Åland (in finlandese  Oolannin sota, in svedese Åländska kriget) è il nome comune, soprattutto nella letteratura scandinava, delle operazioni anglo-francesi contro le installazioni militari e civili sulla costa del Granducato di Finlandia negli anni 1854-1856, durante la guerra di Crimea. La guerra prende il nome dalla battaglia di Bomarsund, una fortezza delle isole Åland, anche se gli scontri si svolsero anche nelle città costiere finlandesi nei golfi di Botnia e di Finlandia.

## Corso della guerra
Alla fine di giugno del 1853, lo zar Nicola I di Russia ordinò l'invasione della Bessarabia e dei principati di Moldavia e di Valacchia. Ciò indusse l'Impero Ottomano a dichiarare guerra il 4 ottobre 1853. Il Regno Unito e la Francia decisero di sostenere gli Ottomani. L'obiettivo della guerra delle Åland era quello di tagliare le rotte commerciali della Russia, bloccandone il commercio con l'estero e costringendola a negoziare. Il blocco doveva rendere inutilizzabile la marina russa nel mar Baltico e distruggere le difese costiere, la marina commerciale e i magazzini che servivano da deposito per il commercio estero. Gli alleati avevano anche l'obiettivo di coinvolgere la Svezia nella guerra contro la Russia.
L'11 marzo 1854 le prime navi da guerra britanniche, al comando dell'ammiraglio Charles John Napier, salparono per il mar Baltico per bloccare i porti russi. L'8 agosto 1854 le truppe francesi guidate dal generale Achille Baraguey d'Hilliers sbarcarono nelle isole Åland. Gli anglo-francesi assediarono e bombardarono la fortezza di Bomarsund per otto giorni. I russi, al comando del generale Bodisco, si arrendessero il 16 agosto 1854: oltre 2200 russi furono fatti prigionieri. Prima di partire, i francesi distrussero la fortezza.
Gran parte dei danni causati dalla guerra delle Åland si verificò nelle città costiere della Finlandia, sia nel golfo di Botnia sia nel golfo di Finlandia. Infatti gran parte della flotta mercantile battente allora bandiera russa si trovava in Finlandia, che dal 1809 era un granducato autonomo sotto la corona russa. Nel 1855, ad esempio, gli alleati bombardarono il porto di Suomenlinna, al largo della capitale Helsinki.
La guerra ebbe una grande influenza sulla successiva smilitarizzazione delle isole Åland. Nel trattato di pace di Parigi del 1856 la Russia si impegnò a non fortificare più le isole Åland.